# Ricardo Vallarino
Ricardo Vallarino, (3 de abril de 1893 – 14 de novembro de 1956), foi um árbitro de futebol uruguaio. Apitou a Copa do Mundo FIFA de 1930.